# 윈 마카오
윈 마카오(영어: Wynn Macau, 중국어: 永利澳門渡假村)는 중국 마카오에 있는 윈 리조트가 운영하는 카지노 호텔이다.